# Урман (Бакалинський район)
Урма́н (рос. Урман, башк. Урман) — присілок (у минулому селище) у складі Бакалинського району Башкортостану, Росія. Входить до складу Бакалинської сільської ради.
Населення — 296 осіб (2010; 336 у 2002).
Національний склад:
- башкири — 41 %
- росіяни — 30 %

Старі назви — Дом інвалідів, Дома інвалідів.